# Orane (Ukraina)
Orane (ukr. Оране) – wieś na Ukrainie, w obwodzie kijowskim, w rejonie wyszogrodzkim, w hromadzie Iwanków. W 2001 liczyła 708 mieszkańców, spośród których 688 wskazało jako ojczysty język ukraiński, 18 rosyjski, a 2 białoruski.